# Pixeline Skolehjælp: Lær om Klima & Vejr – Vejr og vind med samme sind
 Pixeline Skolehjælp: Lær om Klima & Vejr – Vejr og vind med samme sind er det fjortende spil i Pixeline Skolehjælp serien. Spillet er fra 2008 og er udgivet af Krea Media. 
Spillet starter med at Pixeline ser fjernsyn med sin Lillebror og Mumle. Under udsendelse opdager de, at deres yndlings vejrvært Anto Stratus ikke er på skærmen, når der skal fortælles om vejret. Det er derimod en anden kvinde vært ved navn Dine som stå for udsendelsen. Så Pixeline og hendes venner må ud og se om de kan finde den gamle vejrvært, og få ham tilbage på skærmen igen. 
Undervejs i spillet skal man indsamle måleinstrumenter. Dette gøres ved at gå igennem nogle forskelige baner som bl.a. omhandler, hvor man skal ramme et bestemt CO2 niveau i atmosfæren, samt placere forskelig vejrfænomener på et Danmarks kort. 
Til sidste skal man så kæmpe med vejrværten Dine i en vejrquiz, og hvis man klare denne, kommer Anto Stratus tilbage igen som vejrvært.